# Nettime
Nettime est une liste de diffusion consacrée « à la critique d'Internet, au traitement collaboratif de texte et aux politiques culturelles des réseaux ». Elle a été créée en 1995 par Geert Lovink (en) et Pit Schultz (surnommés alors ironiquement les "frères nettime") à la deuxième réunion de la "Medien Zentral Kommittee" lors de la Biennale de Venise. Depuis 1998, Ted Byfield et Felix Stalder ont modéré la liste principale, coordonné la modération des autres listes de la "famille" nettime et maintenu le site.

Le nom nettime a été choisi pour s'opposer aux métaphores spatiales telles que le cyberespace, dominantes à l'époque.
Le temps de nettime est un temps social, il est subjectif et intensif, avec des condensations et extractions, segmenté par des événements sociaux, comme des conférences et des petites rencontres, ainsi que des rencontres textuelles pour l'exportation dans le monde du papier. La plupart des gens aiment encore lire un texte imprimé sur du papier, plutôt que transmis par les ondes. Le temps de nettime n'est pas le temps géologique, ni le temps des horloges. Toute personne qui programme ou qui se retrouve souvent assise devant un écran connaît ce sentiment d'être hors du temps. Le temps sur le net se compose de différentes vitesses, celle des ordinateurs, des humains, des logiciels, de la bande passante, le seul moyen de voir une continuité du temps sur le net est de le voir comme un réseau asynchrone de fuseaux horaires synchronisés.
Nettime a joué un rôle déterminant  dans la stimulation du débat et la diffusion des idées liées à la "Netzkritik" ou Net Critique, le net.art et les médias tactiques. La liste fut pionnière des pratiques comme le "filtrage collaboratif". Par exemple, en 2004, nettime a été nommé pour un Golden Nica, le prix décerné par le festival autrichien Ars Electronica. Cependant, les modérateurs refusent de parler ou d'agir en tant que représentants d'une organisation, préférant servir dans la mesure du possible en tant que coordonnateurs d'un collectif lâche ou acéphale.
La liste et les réunions afférentes ont eu une forte influence sur le roman de science-fiction de Bruce Sterling de 1996 Le Feu sacré.
Initialement, la liste a joué un rôle précurseur et a servi de source d'inspiration à un certain nombre d'efforts tels que Blast (1995-1998), Rhizome (1996–présent), Fibreculture (2001–présent), et -empyre- (2002-2011). À la différence de ces autres initiatives, qui ont généralement cherché à s'accouder à des institutions, nettime est resté indépendant, parfois violemment. Ainsi, ce qui est inhabituel pour une liste de diffusion, la famille des listes a migré avec succès d'une série d'hôtes à l'autre, dont in-berlin.de, desk.nl, material.net, thing.net, De Waag kein.org et bitnik.org.
Dès l'origine, l'objectif était de fournir un espace pour une nouvelle forme de discours critique sur et avec les internets, en se concentrant sur des écrits et débats plus importants quoique non académiques. En raison de son style, nettime était souvent perçu comme un salon en ligne européen, en dépit du fait que de nombreux non-européens y participaient.
Le format de la liste, appelée la "liste mondiale la plus internationale" par Bruce Sterling, a peu changé au cours du temps. La liste anglaise originelle (nettime-l), a donné naissance à plusieurs autres listes pour s'adapter à des problématiques spécifiquement régionales ou à des contextes linguistiques différents, nettiime-ann (annonces), nettime-fr (français), nettime-lat (espagnol et portugais), nettime-nl (néerlandais), nettime-ro (roumain), nettime-see (Europe du Sud Est), et nettime-zh (chinois). 

## Nettime-fr
La liste nettime-fr, lancée en novembre 1999, a été créée et co-modérée par Nathalie Magnan, Aris Papatheodorou, Nicolas Malevé, Benoît Cristou, Boris Beaude et Philippe Rivière. Elle n'est plus modérée depuis.

## Réunions
Des rencontres Nettime ont eu lieu lors d'événements comme HackIt, (Amsterdam), le Chaos Computer Congress (Berlin), ISEA, le festival Ars Electronica (Linz), Le MetaForum Conférences (95-96) à Budapest. Le seul événement Nettime fut la Nettime May Conference, Beauty and the East, organisée par Ljudmila (Ljubljana). The Hybrid Workspace s'est largement inspiré de Nettime lors de la documenta X de Cassel.

## Publications
Les discussions de la liste de diffusion ont été collectées périodiquement sous forme imprimée, avec des éditions limitées de photocopies et dans le cadre de congrès ou d'événements. En 1999, les contributions nettime ont fait l'objet d'un livre publié par Autonomedia.
- ZKP1 The Next 5 Minutes (2) Amsterdam, Pays-Bas, janvier 1996
- ZKP2 « Cyberconf 5 »(Archive.org • Wikiwix • Archive.is • Google • Que faire ?) (consulté le 9 octobre 2017) Madrid, Espagne, juin 1996
- ZKP3 Metaforum III Budapest, en Hongrie, octobre 1996
- ZKP3.2.1
- ZKP4 The Beauty and the East de Ljubljana, en Slovénie, Mai 1997
- ZKP5: ReadMe! ASCII Culture and the Revenge of Knowledge. Brooklyn: Autonomedia, 1999. 556pp.  (ISBN 1-57027-089-9) « Version en Ligne »(Archive.org • Wikiwix • Archive.is • Google • Que faire ?) (consulté le 9 octobre 2017)
- ZKP6 Catalogue Slovène, le Pavillon de la Biennale de Venise en 2001.